# 巴利福戈纳德瓦拉格尔
巴利福戈纳德瓦拉格尔，是西班牙加泰罗尼亚莱里达省的一个市镇。 总面积27平方公里，总人口1503人（2001年），人口密度56人/平方公里。